# Îles Briñas
Les  Îles Briñas, (en espagnol Briñas  et en galicien Illas Briñas), sont un sous-archipel situé dans l'estuaire de la commune galicienne de Vilagarcía de Arousa, en Espagne.

## Description
Elles sont situées à l'ouest des îles Malveiras et de l'île de Cortegada et sont constituées de deux petites îles (A Briña et O Cón Branco) ; ensemble, elles totalisent une superficie de 5,5 ha. 
Avec l'île de Cortegada et les îles Malveiras elles font partie du Parc national des Îles Atlantiques de Galice.
La plus grande est Briña (4 hectares), qui est basse, allongée et alterne des zones sablonneuses avec des zones pierreuses. Elle est couverte de végétation herbacée et est dépourvue, comme O Cón Branco, de bâtiments.